# عصفور الجنة

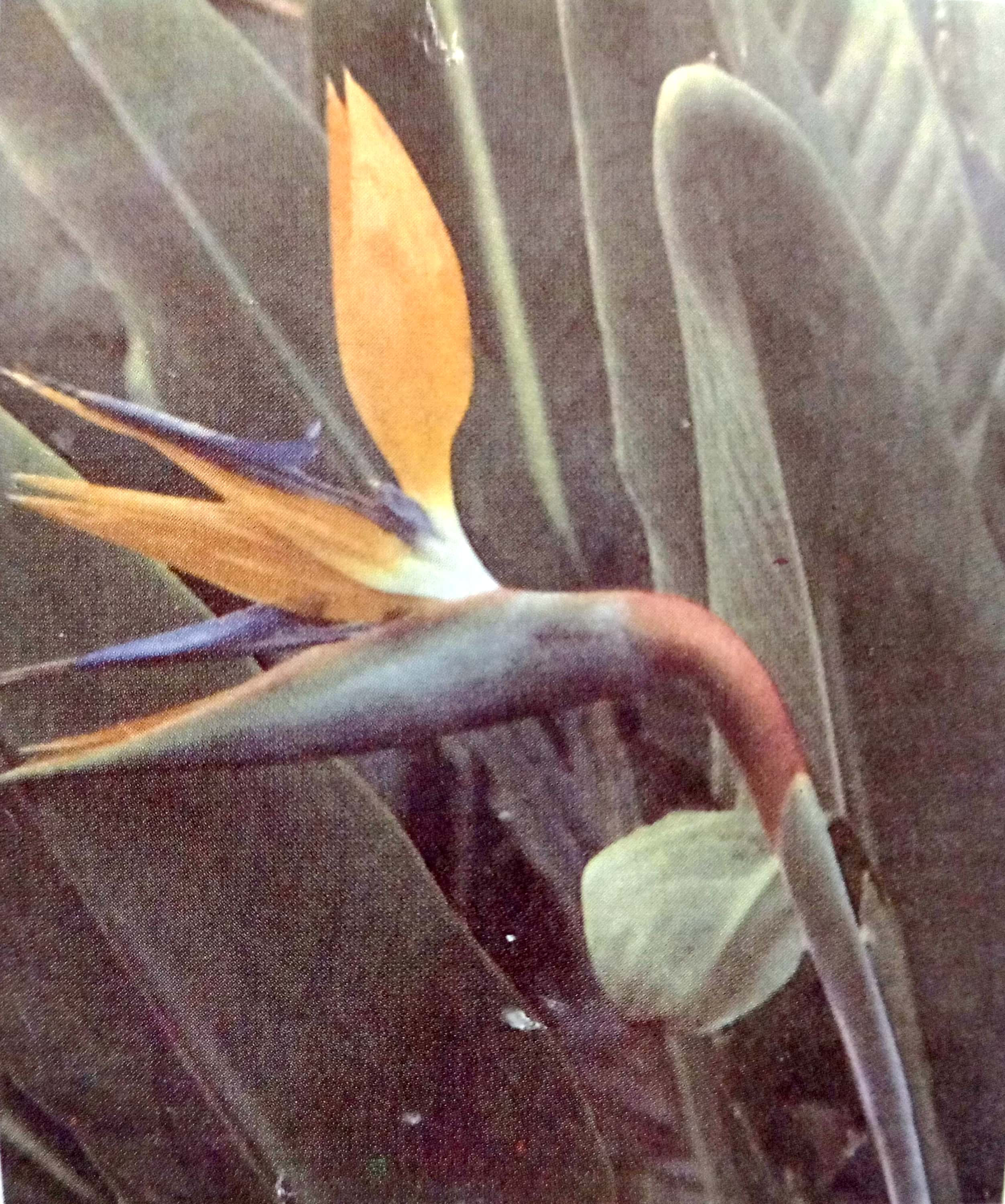
زهره نبات عصفور الجنة

عصفور الجنة (الاسم العلمي: Strelitzia) هو جنس من النباتات يتبع الفصيلة الإسترلتزية من رتبة الزنجبيليات.

## أنواع عصفور الجنة
- عصفور الجنة الأبيض
- عصفور الجنة الذنبي
- عصفور الجنة الأسلي
- عصفور الجنة الكبير
- عصفور الجنة الملكي